# Fresno de Torote
Fresno de Torote er en by og kommune i det centrale Spanien i Madrid-regionen. Den har et indbyggertal på 2.548 (2024) indbyggere.